# Alex Kurtzman
Alex Kurtzman, född 1973, är en amerikansk manusförfattare och producent. Han har varit en av de huvudansvariga för TV-serierna om Star Trek sedan 2017. Han arbetade i många år tillsammans med Roberto Orci.

## Filmografi (i urval)
- 2006 – Mission: Impossible III
- 2007 – Transformers
- 2009 – Star Trek